# Rudy Riou
Rudy Riou (nascut el 22 de gener de 1980 a Béziers) és un porter de futbol francès qui actualment juga pel Sporting Charleroi en la Ligue Pro belga.